# Tobar (Burgos)
Tobar ist ein nordspanischer Ort und eine Gemeinde (municipio) mit 27 Einwohnern (Stand: 2024) im Westen der Provinz Burgos in der Autonomen Gemeinschaft Kastilien und León.

## Lage und Klima
Tobar liegt in der Kastilischen Hochebene (meseta) in einer Höhe von ca. 900 m ca. 27 km nordwestlich von Burgos. Die Temperaturen sind im Winterhalbjahr durchaus kalt, im Sommer dagegen warm bis heiß; Regen (ca. 601 mm/Jahr) fällt übers Jahr verteilt.

## Bevölkerungsentwicklung
| Jahr      | 1970 | 1981 | 1991 | 2001 | 2011 | 2021 |
| Einwohner | 135  | 80   | 56   | 51   | 30   | 22   |

## Sehenswürdigkeiten
- Marienkirche (Iglesia de Santa Maria)

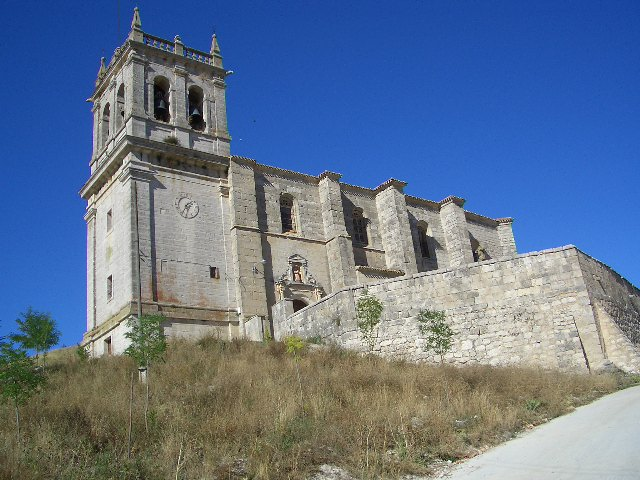
Marienkirche